# نفق قاطعي للفك السفلي
النفق القاطعي للفك السفلي (بالإنجليزية: mandibular incisive canal)‏ هو نفق عظمي ثنائي الجانب، يقع داخل الجزء الأمامي من الفك السفلي، ويمتد من الثقبة الذقنية (عادةً) إلى القرب من الأسنان القاطعة الوحشية المتجاورة.
ينقسم العصب السنخي السفلي إلى فرعين انتهائيين داخل نفق الفك السفلي: العصب الذقني الذي يخرج من الفك السفلي من خلال الثقبة الذقنية، والعصب القاطعي الذي يمثل استمرارًا أماميًا للعصب السنخي السفلي ويستمر بالسير داخل الفك السفلي في النفق القاطعي. يؤمن العصب القاطعي تعصيبًا للضاحك الأول والناب والرباعية والثنية.
يتواجد النفق القاطعي عادةً في الثلث الأوسط من الفك السفلي في بُعد قمي–تاجي، ويصل إلى خط الناصف في 18% من الحالات.